# Dynasty (musikalbum av Kwan)
Dynasty är debutalbumet av den finländska hiphopgruppen Kwan, släppt 2001 genom Universal Music Finland. Albumet producerades av bandets gitarrist Antti Eräkangas tillsammans med The Rasmus gitarrist Pauli Rantasalmi. På albumet återfinns singlarna "Padam", "Microphoneaye", "Late" och "Rock Da House".

## Låtlista
Alla låtar skrivna av Kwan.
1. "Introduction" – 	0:37
2. "K.W.A.N" – 	3:33
3. "Padam" – 	3:32
4. "Microphoneaye" – 	3:28
5. "Late" – 	4:16
6. "Rock Da House" – 	3:17
7. "Micless MC" – 	3:45
8. "247" – 	3:54
9. "Match in the Gastank" – 	3:12
10. "All My Love" – 	3:47
11. "U&I"  (med Siiri Nordin, Yor123 och Hopee) –	4:23
12. "Tom-I-Remix (Too Late)" – 	5:53
13. "Globalization" – 	4:50

## Listplaceringar
| Lista (2001) | Placering |
| ------------ | --------- |
| Finland      | 6         |